# Berufseinstiegsschule

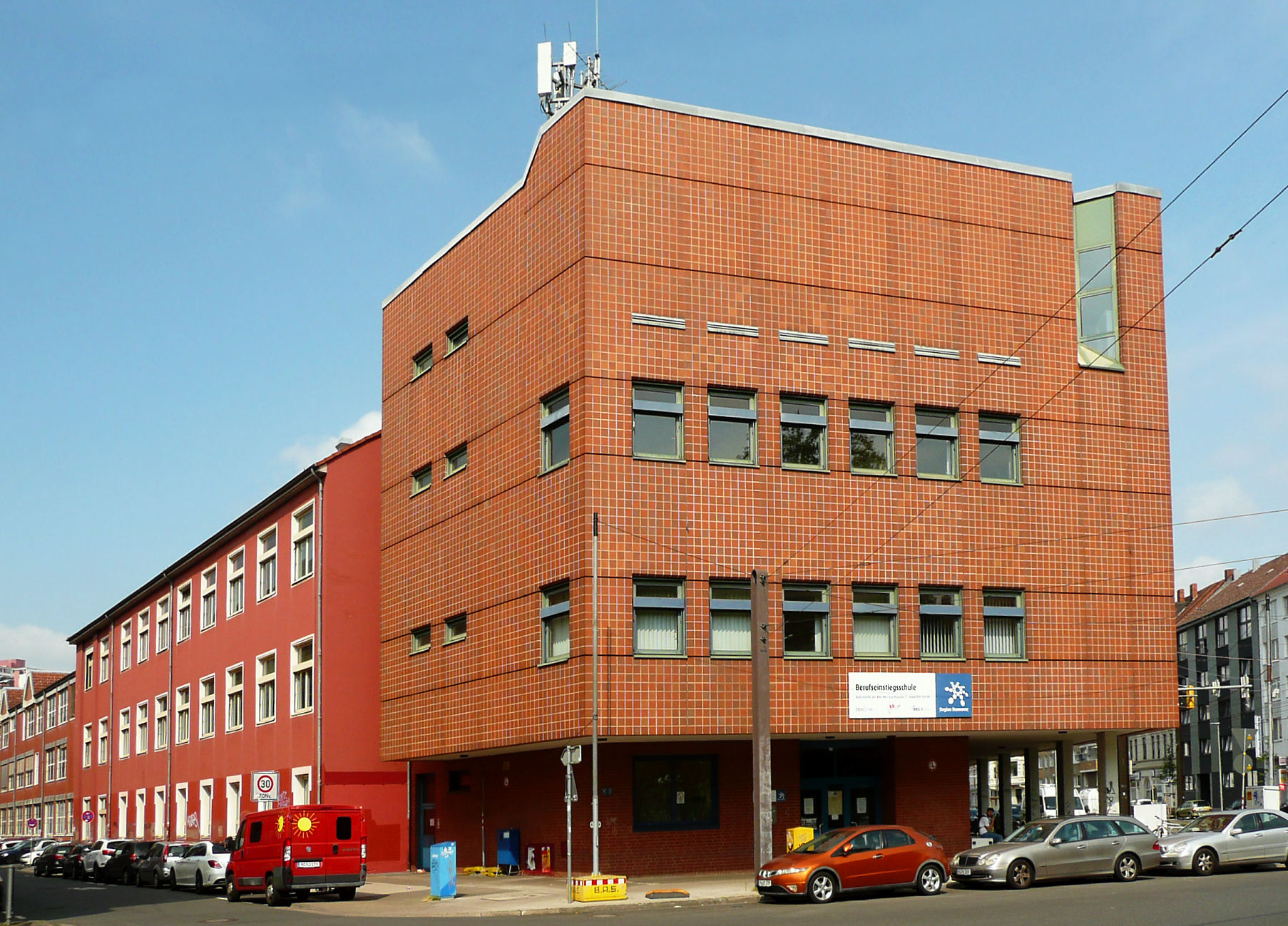
Berufseinstiegsschule Hannover am Goetheplatz

Die Berufseinstiegsschule ist im Land Niedersachsen die Bezeichnung für eine Berufsschule, an der das Berufsvorbereitungsjahr (BVJ) oder das Berufsgrundbildungsjahr (in Niedersachsen Berufseinstiegsklasse genannt) absolviert werden kann. Die Berufseinstiegsschule muss im Rahmen der Schulpflicht von allen Schülern besucht werden, die nach Abschluss der allgemeinbildenden Schule keine Lehrstelle gefunden haben. Die Berufseinstiegsschule dauert grundsätzlich ein Jahr und ist auf Vollzeit ausgelegt.
Berufseinstiegsschulen sind an den meisten öffentlichen sowie wenigen freien Berufsschulen in Niedersachsen eingerichtet. Andere Bundesländer haben ähnliche Schulformen eingerichtet, etwa die Jungarbeiterklasse in Bayern und Baden-Württemberg.